# ديفيد مايلر

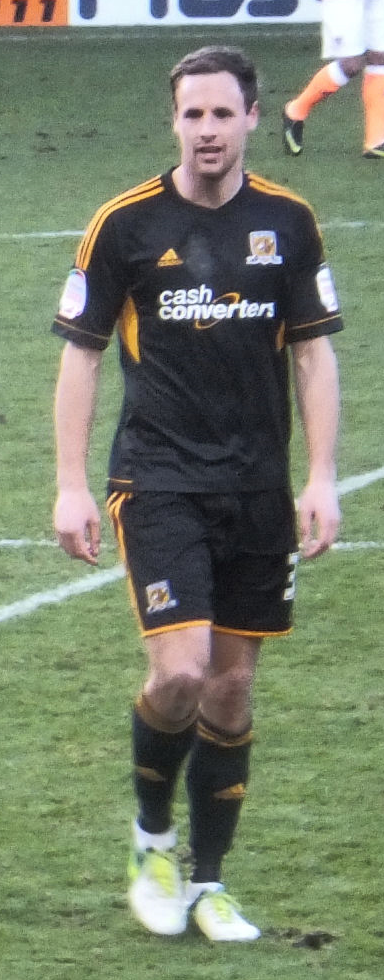

ديفيد مايلر (بالإنجليزية: David Meyler)‏ (مواليد 29 مايو 1989 في كورك - جمهورية أيرلندا) لاعب كرة قدم أيرلندي يلعب حاليا لصالح نادي الدرجة الممتازة سندرلاند الإنجليزي منذ 2008 في مركز الوسط المحوري .

## مسيرته الكروية
لعب ديفيد مايلر خلال مسيرته الاحترافية مع 5 أندية في أربعة عشر موسمًا وسجل خلالها 16 هدفًا ضمن 194 مباراة. ولم يفز بأي موسم بالكأس أو بالدوري.
خاض ديفيد مايلر مسيرته مع نادي كورك سيتي ما بين عامي 2008 و2009 لمدة موسم واحد، مشاركًا في مباراتين ولم يسجل أي هدف. ثم انتقل إلى نادي سندرلاند في موسم 2008–09 ليلعب معه خمسة مواسم، حيث شارك في 25 مباراة ولم يسجل أي هدف أيضًا. لينتقل بعدها إلى نادي هال سيتي في موسم 2012–13 ليلعب معه ستة مواسم، مشاركًا في 157 مباراة سجل خلالها 16 هدفًا. ثم انتقل إلى نادي كوفنتري سيتي في موسم 2018–19 لمدة موسم واحد، مشاركًا في 5 مباريات ولم يسجل أي هدف.

## روابط خارجية
- ديفيد مايلر على موقع الاتحاد الأوربي (الإنجليزية)
- ديفيد مايلر على موقع قاعدة بيانات كرة القدم.إي يو (الإنجليزية)
- ديفيد مايلر على موقع ناشيونال فوتبول تيمز (الإنجليزية)
- ديفيد مايلر على موقع Soccerbase.com (لاعب) (الإنجليزية)
- ديفيد مايلر على موقع Soccerway.com (الإنجليزية)
- ديفيد مايلر على موقع عالم كرة القدم.نت (الإنجليزية)
- ديفيد مايلر على موقع كووورة
- ديفيد مايلر على موقع AS.com (الإسبانية)